# Беркута Комунар Савелійович
Комунар Савелійович Берку́та (2 липня 1926, Григорівка — 26 грудня 2003, Дніпропетровськ) — український живописець; член Спілки радянських художників України з 1967 року.

## Біографія
Народився 2 липня 1926 року в селі Григорівці (нині Хмельницький район Хмельницької області, Україна). Брав участь у німецько-радянській війні. Служив у стрілецьких військах. Червоноармієць. Втратив праву руку. Нагороджений орденами Вітчизняної війни І-го ступеня (6 квітня 1985), Трудового Червоного Прапора, Слави ІІІ-го ступеня (13 квітня 1945), дев'ятьма медалями.
Впродовж 1945—1949 років навчався у Дніпропетровському художньому училищі у Михайла Паніна, Миколи Погрібняка; у 1949—1955 роках — у Харківському художньому інституті у Олексія Кокеля, Петра Котова, Олександра Хмельницького, Леоніда Чернова, Євгена Єгорова. Дипломна робота — картина «В. Г. Короленко у в'язниці» (керівник Олександр Хмельницький). 
Впродовж 1955–2003 років працював викладачем Дніпропетровського художнього училища. Був членом КПРС з 1958 року. Жив у Дніпропетровську, в будинку на вулиці Леніна № 2а, квартира 50, потім в будинку на вулиці Леніна № 4, квартира 25. Помер у Дніпропетровську 26 грудня 2003 року.

## Творчість
Працював в галузі станкового живопису. Серед робіт:
- «Климент Ворошилов на ХТЗ»  (1952);
- «В. Г. Короленко у в'язниці» (1955);
- «ДніпроГЕС» (1956);
- «В нове життя» (1958);
- «Колгоспник» (1958);
- «Мужність» (1958);
- «Рудокопи Криворіжжя» (1958, Дніпровський історичний музей);
- «Весна» (1959);
- «Жіночий портрет» (1959);
- «Осінь у степу» (1959);
- «У дяка в науці» (1961, у співавторстві з Анатолієм Костенком; Канівський музей Тараса Шевченка);
- «Портрет К. Ф. Юона» (1963);
- «Ліспромгосп» (1963, Дніпровський художній музей);
- «Крізь вогонь» (1967);
- «Зцілення» (1967);
- «Будні війни» (1968);
- «Зв'язківці» (1968);
- «Ранок» (1975);
- «Яблуневий цвіт» (1979).

Брав участь у всесоюзних виставках з 1955 року, всеукраїнських з 1961 року.
Твори художника зберігаються в Дніпровському художньому музеї, Музеї українського живопису у Дніпрі, приватних колекціях в Україні та за кордоном.